# JoongAng Ilbo
El JoongAng, conegut oficialment com a JoongAng Ilbo (literalment "Diari central"), és un diari sud-coreà publicat a Seül, Corea del Sud, creat el 1965. És un dels tres diaris més grans de Corea del Sud i un diari de rècord per a Corea del Sud. L'empresa també publica una edició en anglès, Korea JoongAng Daily. Sovint es considera la companyia holding de JoongAng Group chaebol (una spin-off de Samsung), ja que és propietari de diverses filials, com ara l'estació de difusió i la companyia productora de drama JTBC i la cadena de cinemes Megabox.